# Jeclovská sníženina
Jeclovská sníženina je geomorfologický okrsek tvořící součást Jihlavsko-sázavské brázdy, v jejíž jihovýchodní části se nachází. Vznikla erozním rozšířením údolí Jihlavy při soutoku s Kozlovským potokem. Má pahorkatinný povrch. Je strukturně tektonického původu s plošinami zarovnaného povrchu a relikty neogenního štěrkopísku říčního původu. Tvoří ji převážně syenit jihlavského masívu a na východě biotitické ruly. Na jihu ji omezuje hluboké údolí Jihlavy. Při jejím východním okraji se na svazích nachází mocné pokryvy svahových sedimentů. Je málo zalesněná. Převažují pole. Význačným bodem je U hádky (532,5 m).